# 明胶酶
明胶酶（英语：Gelatinase）是一种能够通过水解降解明胶的酶，在细胞外基质的降解和组织重塑中发挥重要作用。明胶酶属于基质金属蛋白酶（MMP）家族，该家族是依赖锌作为辅因子的酶家族，具有在生理和病理过程中降解细胞外基质的成分的能力。
明胶酶分为两种类型，即明胶酶A（MMP-2）以及明胶酶B（MMP-9）。其中，明胶酶A的EC编号为3.4.24.24；而明胶酶B的EC编号为3.4.24.35。它们的功能有很多，明胶酶A可降解明胶以及I、IV、V和IV型胶原蛋白，并参与脉管系统重塑、子宫内膜月经破裂、血管生成、组织修复、肿瘤侵袭、炎症和动脉粥样硬化斑块破裂；而明胶酶B可降解IV、V、VII、X和XIV型胶原蛋白、I和V型明胶以及纤连蛋白，并且它被认为在细胞外基质的局部蛋白水解、白细胞迁移以及骨的破骨细胞吸收中发挥作用。

## 明胶酶在物种中的应用
明胶酶存在于许多真核生物中，包括哺乳动物、鸟类、和真菌；该酶也存在于一些细菌中，如铜绿假单胞菌和粘质沙雷氏菌。基于明胶酶类型的识别和功能，物种之间可能存在差异。在人类中，表达的明胶酶是基质金属蛋白酶MMP-2和MMP-9。此外，明胶酶A和B已被证明有助于在大鼠和兔子的角膜受损时在角膜中形成新血管。这些啮齿动物的角膜伤口可以产生更大的酶表达和活性。明胶酶通过去除受损的基质蛋白（由MMP-9介导）来帮助重塑受损的细胞外基质，从而产生血管生成反应或形成新血管。这表明在角膜基质修复组织中存在明胶酶引发的胶原蛋白重塑。

## 酶途径
这些特定的蛋白酶利用水解作用，通过两个连续步骤分解明胶。首先是多肽产物，然后是氨基酸（尤其是α氨基酸）。在这种情况下，底物是明胶，产物是形成的多肽。由于细胞表面结合相互作用的特异性，明胶酶与底物明胶结合。与锌离子和氨基酸残基相关的催化作用通过裂解将肽键断裂成多肽。多肽进一步转化为氨基酸，这是反应的第二个连续步骤和产物。其他蛋白质，如TIMP-2和其他TIMP，可作为抑制剂，通过与明胶酶活性位点结合来调节和控制酶途径，从而防止底物分解。

### 细胞表面缔合
明胶酶可以通过细胞表面的相互作用来调节酶的激活和活性。表面蛋白调节定位、抑制和内化等功能。酶与细胞表面的结合使其与细胞周间隙中的某些底物紧密结合，从而调节基质金属蛋白酶的功能。定位使它们能够通过与细胞表面的密切关联来降解细胞外基质的特定成分。

### 晶体结构
明胶酶含有催化结构域（位于C端区域），这对于酶活性和底物分子中肽键的水解至关重要。该结构域包含五条β链构成的扭曲β片层，并由三个α螺旋相互连接。活性位点位于β链和α螺旋之间，含有组氨酸残基，并有另一个螺旋含有一个组氨酸残基，形成环状结构。这些组氨酸与催化锌离子有关，在催化蛋白质中肽键的水解中发挥重要作用。同样在C端区域，有一个血红素结合蛋白样结构域，它与细胞膜的一部分相互作用。该结构域由四个具有反向平行的β片层的叶片组成，有助于酶的特异性、亲和力和定位。此外，还有II型纤连蛋白（FNII），由于涉及蛋白质交互作用，对于明胶相互作用的识别、折叠和介导很重要，并且对底物的特异性具有关键作用。FNII由两条双链反向平行β片层组成。各个基质金属蛋白酶的主要结构可能由不同的结构域组成，结构域和结构的排列有助于酶的折叠和稳定性，因为折叠是促进酶活性的因素。

### 活性位点
明胶酶是锌依赖的蛋白酶。这些蛋白质已知的活性位点位于催化结构域中，并且通常在已知位点含有一个锌原子，这对于催化是很重要的。活性位点还含有组氨酸和谷氨酸残基，被称为催化锌结合活性位点区域。这些残基与锌离子配位以实现稳定和构象调整。由于锌离子和氨基酸残基的配位，该活性位点有助于水解底物中的肽键，如明胶和胶原。此外，它们还影响明胶酶催化和底物结合。